# Plusiodonta natalensis
Plusiodonta natalensis là một loài bướm đêm trong họ Noctuidae.